# Irina Baraksanova
Irina Baraksanova, née le 4 juillet 1969 à Tachkent (RSS d'Ouzbékistan), est une gymnaste artistique soviétique.

## Palmarès

### Championnats du monde
- Montréal 1985
  -  médaille d'or au concours par équipes